# Beaufort (Sabah)

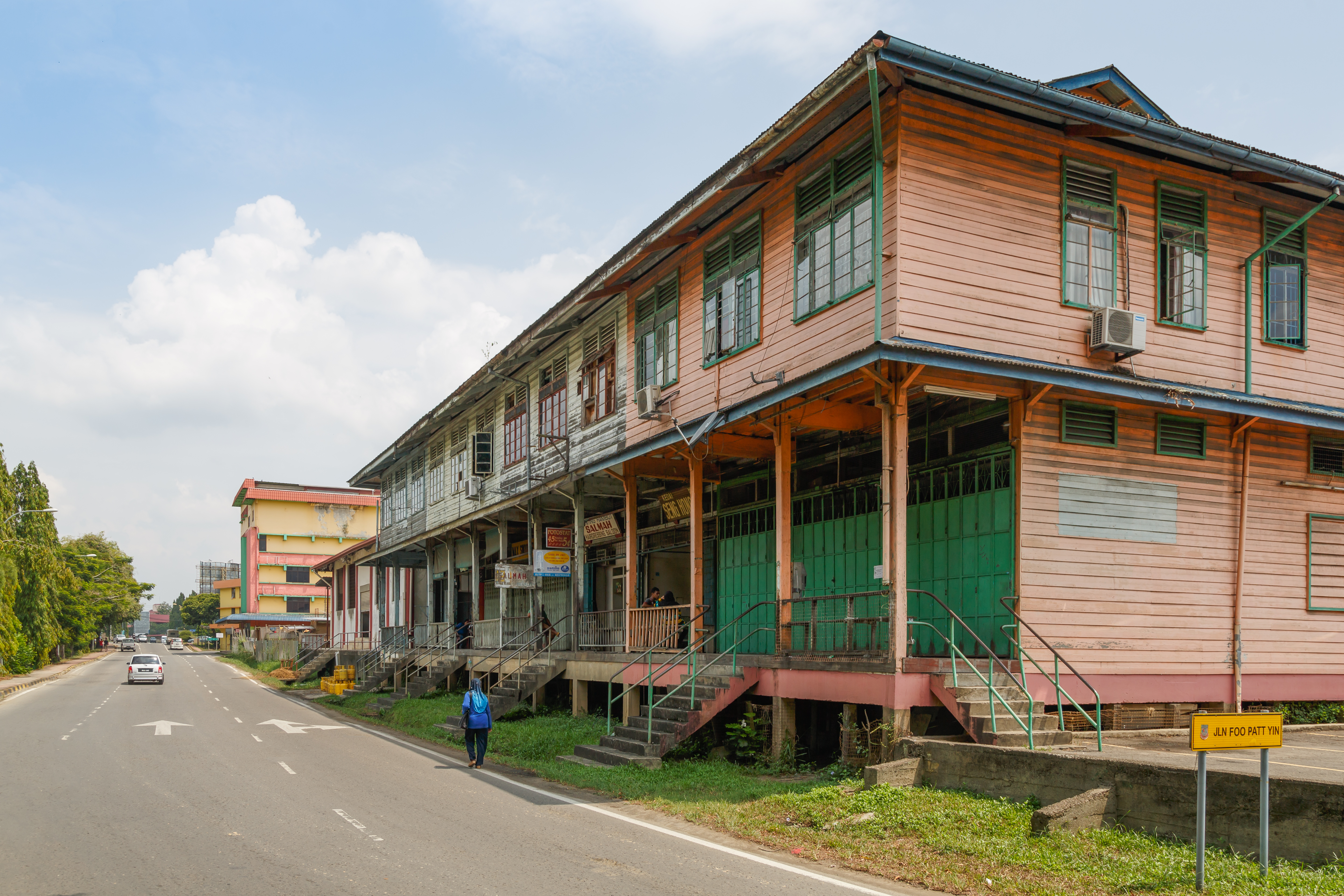
Die Häuser am Padas-Fluss. Bei Überschwemmungen legten die Einwohner mit ihren Booten an den Treppen an.

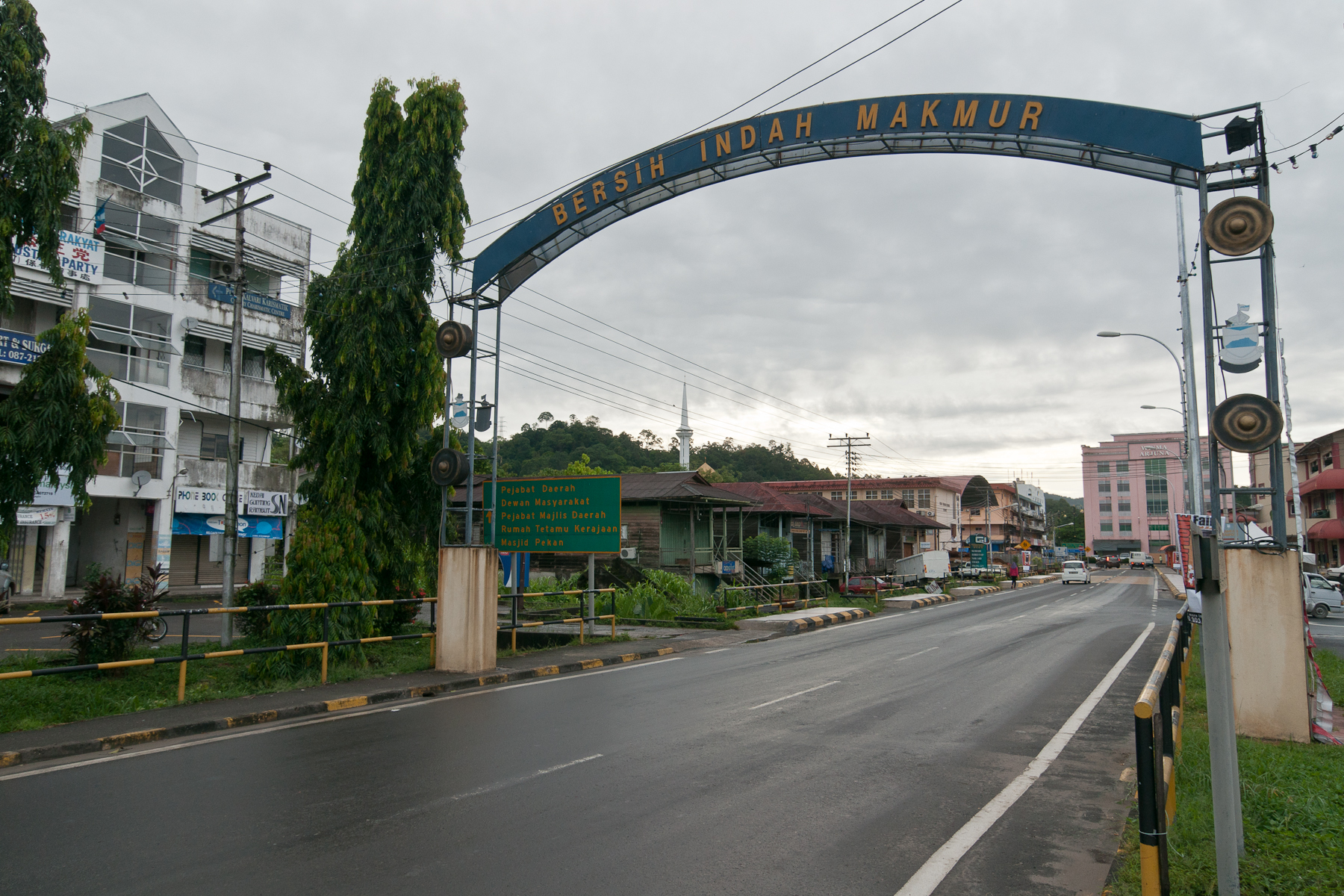
Hauptstraße von Beaufort

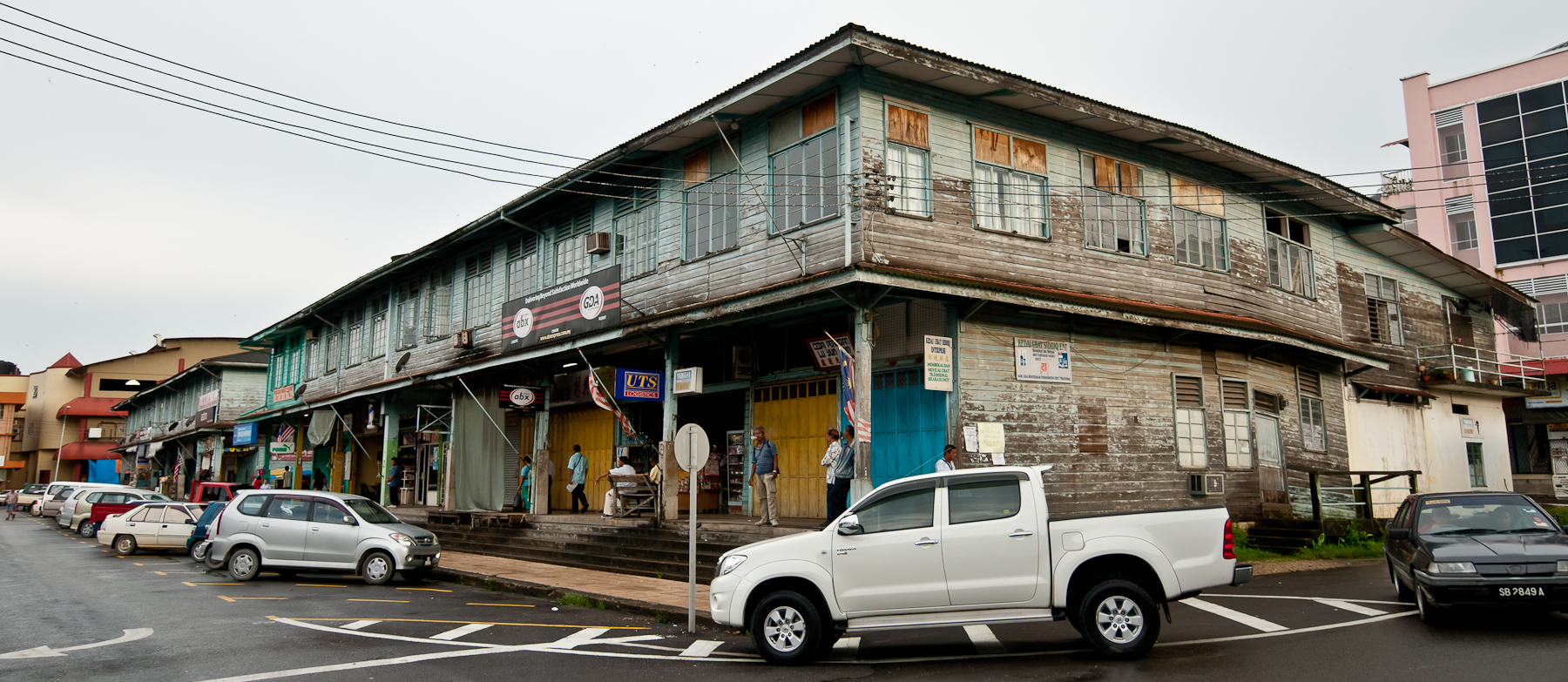
Alte Geschäftshäuser aus Holz

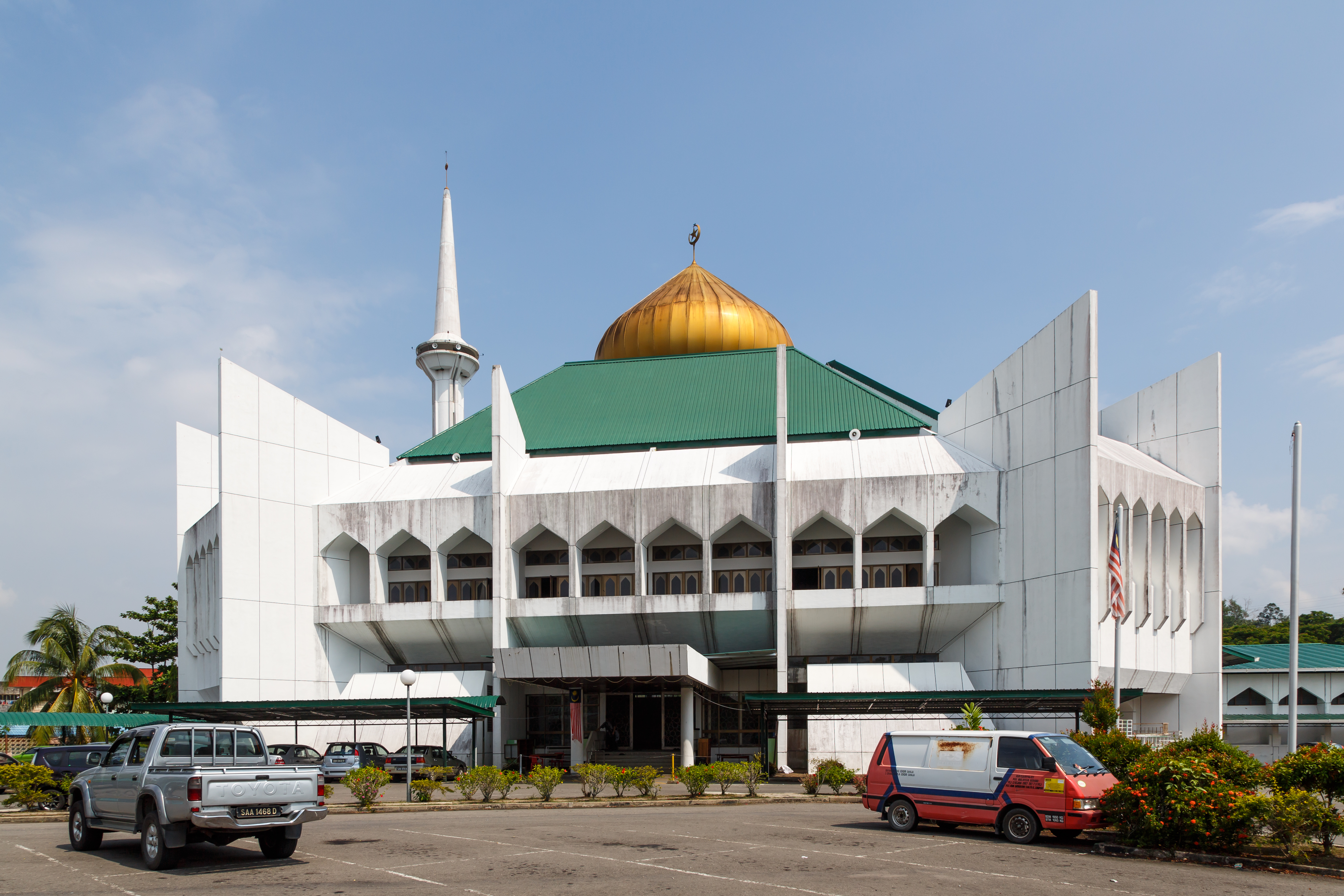
Moschee

Beaufort ist eine Stadt im malaysischen Bundesstaat Sabah. Sie gehört zum gleichnamigen Verwaltungsbezirk (Distrikt Beaufort) und liegt 90 Kilometer Fahrstrecke südlich der Hauptstadt Kota Kinabalu. Die Stadt ist Teil des Gebietes Interior Division, das die Distrikte Beaufort, Keningau, Kuala Penyu, Nabawan, Sipitang, Tambunan und Tenom umfasst. Beaufort wurde nach Leicester Paul Beaufort, dem britischen Gouverneur Nordborneos, benannt.
Während des Zweiten Weltkriegs war Beaufort der Schauplatz einer der wichtigsten kriegerischen Auseinandersetzungen zwischen Japanern und Australiern.

## Geschichte
Beaufort verdankt seine Entstehung dem Bau der North Borneo Railway. Zur Erkundung einer geeigneten Stelle für die Gründung einer Stadt an der im Bau befindlichen Eisenbahnlinie von Weston nach Jesselton traf sich der geschäftsführende Direktor der North Borneo Chartered Company, William Clarke Cowie, am 4. Januar 1898 mit dem Gouverneur Leicester Paul Beaufort. Cowie befand den Platz an der die Eisenbahn den Sungai Padas überquerte als geeignet. Um Beaufort zu überzeugen, Geld und Engagement in eine neue Siedlung zu stecken, schlug er vor, dass die neue Stadt nach dem Gouverneur benannt werden solle.
Bereits vor Gründung der Stadt existierten drei Dörfer im näheren Umkreis: Kampung Kalaban, Kampung Mesilau und Kampung Malulugus. Die dortige Bevölkerung bestand hauptsächlich aus Murut und Bisayas. Außerdem siedelte die Chartered Company Murut aus dem Landesinneren, chinesische Händler und Angehörige verschiedener Ethnien in der Stadt an. Dieses frühe Beaufort bestand aus zwei Reihen hölzerner Geschäftshäuser, dem Distrikt Office, der attap-gedeckten Eisenbahnstation und dem Versammlungsplatz (town padang).
Mit dem Einsetzen des Nauturkautschuk-Booms Anfang der 1900er Jahre stellte sich heraus, dass das Umland von Beaufort für die Anpflanzung des Kautschukbaums hervorragend geeignet war. Dies, und die Lage der Stadt am Eisenbahnknotenpunkt Weston-Melalap-Jesselton verhalfen Beaufort zu einem enormen wirtschaftlichen Aufschwung.
Bereits 1921 war Beaufort mit allen Einrichtungen und Gebäuden ausgestattet, die den Status einer Stadt dieser Zeit ausmachten: Polizeistation, Gästehaus, Postamt, Wohltätigkeitsverein und sogar ein Golfplatz.
In der Schlacht um Beaufort, der letzten Schlacht um die Rückeroberung Borneos, griffen australische Truppen des 2/43. Bataillons im Juni 1945 die japanischen Truppen des 368. Infanteriebataillons unter Major Kimura Jiro an. Hier in Beaufort wurde das letzte Viktoria-Kreuz des Zweiten Weltkriegs an den Soldaten Leslie Thomas Starcevich vergeben.
Nach der Unterzeichnung der Kapitulationsurkunde durch Generalleutnant Baba Masao wurden die in Sabah verbliebenen Truppen aufgefordert, sich an verschiedenen Sammelplätzen zur Internierung und Rückführung in ihre Heimatländer einzufinden. Als Sammelplatz für die an der Westküste und im Landesinneren stationierten japanischen Einheiten sowie für das Personal des japanischen Hauptquartiers der 37. Armee wurde Beaufort bestimmt. Bei der Ankunft in Beaufort am 17. September 1945 wurde von Generalmajor Akashi eine separate Kapitulationsurkunde unterzeichnet.

## Demographie
Die Bevölkerung der Stadt Beaufort betrug im Jahr 2010 12.742 Einwohner. Die Bevölkerung von Beaufort besteht hauptsächlich aus Malaien, Kadazan und Hakka-Chinesen. Genau wie Papar war Beaufort eines der Zentren der ursprünglichen Hakka-Ansiedelung und auch heute stellen die Hakka eine große Minderheitengemeinde.

## Wirtschaft
Ursprünglich sollte die Gründung von Beaufort zur wirtschaftlichen Entwicklung des Landesinneren beitragen. Die Stadt war eng mit der Naturkautschukgewinnung verzahnt. Heute ist es die Palmölindustrie, die einen wesentlichen ökonomischen Faktor für Beaufort und das unmittelbare Umland darstellt.

## Infrastruktur
Beaufort ist ein wichtiger Bahnhof auf der Strecke der Sabah State Railway. Der Bahnhof wurde 1905 errichtet.
Die medizinische Versorgung wird durch ein staatliches Krankenhaus mit 140 Bettenplätzen sowie durch mehrere niedergelassene Ärzte sichergestellt.

## Sehenswürdigkeiten
Touristen nutzen Beaufort normalerweise als Ausgangspunkt für Wildwasserfahrten durch die nahegelegene Padas Schlucht. Der Padas River ist als Schwierigkeitsgrad 2–4 eingestuft.
Der unter freiem Himmel abgehaltene Markt, von den Einheimischen als tamu bezeichnet, findet wöchentlich von Freitagabend bis Samstagmittag statt. Hauptsächlich werden heimische Produkte wie frische Früchte, Gemüse, Fleisch und lebendes Geflügel verkauft. Beaufort ist in Sabah für eine chinesische Spezialität bekannt: Beaufort Mee ist ein Nudelgericht das entweder trocken oder als Suppe gereicht wird. Außerdem stammen aus Beaufort die „Beaufort-Orangen“, die in der Stadtmitte als drei große, bunte Skulpturen symbolisiert dargestellt werden.
Am östlichen Stadtrand von Beaufort befindet sich das Denkmal zu Ehren des Soldaten Leslie Thomas Starcevich, der für seinen entscheidenden Einfluss auf den Ausgang der Schlacht um Beaufort mit dem Viktoria-Kreuz ausgezeichnet wurde.

## Sonstiges
Partnerstadt von Beaufort ist das in North Carolina, USA liegende Beaufort.
Die zum Fluss hin gelegenen Häuser sind auf Stelzen gebaut, da der Padas River (Sungai Padas) vor der Regulierung durch den Padas-Staudamm häufiger über seine Ufer trat.